# Интеграл Борвейна
Интегралы Борвейна — интегралы, рассмотренные Дэвидом и Джонатаном Борвейнами, в которых задействована функция sinc.
В этих интегралах появляется интересная закономерность, которая в конце исчезает:
{\displaystyle {\begin{aligned}&\int \limits _{0}^{\infty }{\frac {\sin(x)}{x}}\,dx=\pi /2,\\&\int \limits _{0}^{\infty }{\frac {\sin(x)}{x}}{\frac {\sin(x/3)}{x/3}}\,dx=\pi /2,\\&\int \limits _{0}^{\infty }{\frac {\sin(x)}{x}}{\frac {\sin(x/3)}{x/3}}{\frac {\sin(x/5)}{x/5}}\,dx=\pi /2.\end{aligned}}}
Эта закономерность продолжается до
{\displaystyle \int \limits _{0}^{\infty }{\frac {\sin(x)}{x}}{\frac {\sin(x/3)}{x/3}}\cdots {\frac {\sin(x/13)}{x/13}}\,dx=\pi /2.}
Но на следующем шаге она нарушается:
{\displaystyle {\begin{aligned}\int \limits _{0}^{\infty }{\frac {\sin(x)}{x}}{\frac {\sin(x/3)}{x/3}}\cdots {\frac {\sin(x/15)}{x/15}}\,dx&={\frac {467807924713440738696537864469}{935615849440640907310521750000}}\,\pi \\&={\frac {\pi }{2}}-{\frac {6879714958723010531}{935615849440640907310521750000}}\pi \\&\simeq {\frac {\pi }{2}}-2{,}31\times 10^{-11}.\end{aligned}}}
В общем случае такие интегралы равны π/2, если сумма обратных к числам 3, 5, 7, … 2k − 1, где k — число сомножителей, меньше единицы.
В нашем примере 1/3 + 1/5 + … + 1/13 < 1, но 1/3 + 1/5 + … + 1/15 > 1.
Пример более длинного ряда:
{\displaystyle \int \limits _{0}^{\infty }2\cos(x){\frac {\sin(x)}{x}}{\frac {\sin(x/3)}{x/3}}\cdots {\frac {\sin(x/111)}{x/111}}\,dx=\pi /2,}
но
{\displaystyle \int \limits _{0}^{\infty }2\cos(x){\frac {\sin(x)}{x}}{\frac {\sin(x/3)}{x/3}}\cdots {\frac {\sin(x/111)}{x/111}}{\frac {\sin(x/113)}{x/113}}\,dx<\pi /2,}
как показано в статье Шмида Ханспетера. В этом случае это связано с тем, что 1/3 + 1/5 + … + 1/111 < 2, но 1/3 + 1/5 + … + 1/113 > 2.
Джонатан Борвейн, зная, что закономерность нарушается на восьмом элементе, написал в службу поддержки программного пакета Maple заявку о «баге». У разработчика Жака Каретта заняло трое суток понять, что это не ошибка.